# Schafflund
Schafflund (tiếng Đan Mạch: Skovlund, tiếng Bắc Frisia: Schaflün) là một đô thị thuộc huyện Schleswig-Flensburg, trong bang Schleswig-Holstein, nước Đức. Đô thị Schafflund có diện tích 19,09 km², dân số thời điểm 31 tháng 12 năm 2006 là 2347 người. Đô thị này có cự ly khoảng 16 km về phía tây của Flensburg.
Schafflund là thủ phủ của Amt ("đô thị chung") Schafflund.